# 여행의 맛
《여행의 맛》은 2022년 9월 30일부터 2022년 12월 16일까지 TV조선에서 방영 중인 예능 텔레비전 프로그램이다.

## 기획 의도
- 드디어 만났다! 개그계 대표 30년 지기 '조동아리' 3인방과 매콤 입담의 원조 '센 언니' 3인방의 여행 리얼 버라이어티